# Esquipulas de Palmares
Esquipulas es un distrito del cantón de Palmares, en la provincia de Alajuela, de Costa Rica.

## Geografía
Esquipulas cuenta con un área de 5,4 km² y una altitud media de 1005 m s. n. m.

## Demografía
Para el año 2022, Esquipulas cuenta con una población estimada de 7813 habitantes, y para el último censo efectuado, en 2011, Esquipulas contaba con una población de 6588 habitantes.

## Localidades
- Poblados: Calle Roble, Cocaleca (parte), Peraza, Rincón de Salas.

## Transporte

### Carreteras
Al distrito lo atraviesan las siguientes rutas nacionales de carretera:
- Ruta nacional 715